# Ceará Mirim
Ceará Mirim är en ort i Brasilien.   Den ligger i kommunen Ceará-Mirim och delstaten Rio Grande do Norte, i den östra delen av landet, 1 800 km nordost om huvudstaden Brasília. Ceará Mirim ligger 37 meter över havet och antalet invånare är 32 667.
Terrängen runt Ceará Mirim är platt. Ceará Mirim är det största samhället i trakten.
Omgivningarna runt Ceará Mirim är en mosaik av jordbruksmark och naturlig växtlighet. Runt Ceará Mirim är det ganska tätbefolkat, med 90 invånare per kvadratkilometer.